# Aiko Hayashi
Pour les articles homonymes, voir Hayashi.
Aiko Hayashi (林 愛子, Hayashi Aiko) est une nageuse synchronisée japonaise née le 17 novembre 1993 à Osaka. Elle remporte la médaille de bronze du ballet aux Jeux olympiques d'été de 2016 à Rio de Janeiro.

## Palmarès

### Jeux Olympiques
Jeux Olympiques d'été de Rio 2016:
 Médaille de bronze au ballet

### Championnats du monde
Championnats du monde de natation 2015:
- Médaille de bronze en équipe technique
- Médaille de bronze en équipe libre
- Médaille de bronze en équipe combiné

Championnats du monde de natation 2017:
- Médaille de bronze en équipe technique
- Médaille de bronze en équipe libre combiné

### World Series
World Series 2017:
- Médaille d'or en équipe technique à Paris
- Médaille d'or en équipe libre à Paris
- Médaille d'or en équipe libre combiné à Paris
- Médaille d'or par équipe à Tokyo
- Médaille d'or en équipe libre combiné à Tokyo[1]